# Перцов, Эраст Петрович
Эраст Петрович Перцов (29 ноября (11 декабря) 1804, Воронеж — 12 (24) июля 1873, Санкт-Петербург) — русский писатель.  Старший брат К. П. Перцова и А. П. Перцова.

## Биография
Родился 29 ноября (11 декабря) 1804 года в Воронеже в дворянской семье — сын помещика Казанской губернии, отставного поручика Петра Алексеевича Перцова (1778 — ок. 1835), который имел в Казани каменный двухэтажный дом и шесть каменных одноэтажных лавок.
В 1823 году окончил Московский университетский благородный пансион. До 1827 года служил в Кабинете его императорского величества, затем — в Канцелярии статс-секретаря.
В 1828 году впервые напечатал в «Русском зрителе» свои стихи; в 1832 году печатался в журнале «Европеец». В 1830 году работал в «Северной пчеле» и издал сатирическую книгу «Искусство брать взятки»; в 1833 году опубликовал пьесу в стихах «Андрей Бичев, или Смешны мне люди».
В конце 1820-х годов, живя в Санкт-Петербурге, вошёл в кружок литераторов, познакомился с А. С. Пушкиным и затем выступал посредником в некоторых его деловых переговорах. П. А. Вяземский вспоминал, что Пушкин читал ему наизусть «шаловливые» стихи Перцова, в которых «много перца, соли и веселости». В 1833 году, собирая материалы о Пугачёве, Пушкин побывал в гостях в Казани у семьи Перцовых. В 1844 году Перцов подал в пушкинскую опеку два проекта неосуществившихся изданий сочинений Пушкина.
В 1831 году Перцов жил в Казани, где познакомился и близко сошёлся с бывшим там в то время Е. А. Баратынским, который в письме к И. В. Киреевскому писал о нём: 

известный своими стихотворными шалостями, которого нам хвалил Пушкин <…> человек очень умный и очень образованный, с решительным талантом.
Перцов был «одним из двигателей местной общественной жизни, первым затейщиком всяких литературных чтений, любительских спектаклей, концертов, пикников и т. под.» и был постоянным посетителем литературных собраний у казанской поэтессы и писательницы А. А. Фукс.
В 1839 году ещё служил в Казани, а в 1845 году занимал в Петербурге должность правителя канцелярии Департамента хозяйственных дел Главного управления путей сообщения и публичных зданий и в 1846 году вышел в отставку с чином надворного советника.
В 1842 году принят в члены Вольно-экономического общества и принимал в трудах его весьма деятельное участие. В 1844 году поместил в «Отечественных записках» (Т. XXXIV, отд. IV. — С. 1—16) своё теоретическое исследование «О сорных травах».
В 1847—1854 годах был редактором «Журнала общеполезных сведений». В 1849 году издал «Общенародный курс механики» (изд. 2-е изд. — СПб., 1874. — [2], 196, VI с.: черт.), вызвавший неодобрительные отзывы критики.
В период подготовки реформы 1861 года написал цикл разоблачительных очерков о политической ситуации в России, деятельности министерств, крестьянских волнениях. Некоторые из собранных сведений Перцов сообщал в «Колокол» А. И. Герцена. В 1861 году на Перцова поступил донос в III отделение, тогда же полиция перехватила адресованное ему описание крестьянских бунтов в селе Бездне Казанской губернии. 29 августа 1861 года Перцов был арестован; при обыске были изъяты тексты 4-х обличительных очерков (в частности, со сведениями о реакции высших чиновников на подготовку и обнародование Положений об освобождении крестьян), стихи исполненные «чрезмерно сильных и неприличных выражений» в адрес Николая I и Александра II и содержащие призывы народа к «топору». Перцов выслан в Новгород, где прожил менее года, после чего вернулся в Петербург.
Издал книгу и несколько статей по вопросам хозяйства и прикладной науки.
Последние годы жизни Перцова прошли в сильной нужде, и в ночь с 11 на 12 (24) июля 1873 года он покончил жизнь самоубийством, приняв яд.
Был женат на Варваре Николаевне Мандрыке (ум. 07.04.1891) — дочери генерал-лейтенанта Н. Я. Мандрыки. У них — сын Пётр.